# Syre (flod)
Syre är ett vattendrag i Luxemburg. Det ligger i den östra delen av landet, 27 kilometer öster om huvudstaden Luxemburg.
I omgivningarna runt Syre växer i huvudsak blandskog. Runt Syre är det ganska tätbefolkat, med 129 invånare per kvadratkilometer.